# Palác Československé obchodní banky
Palác Československé obchodní banky je stavba, která se nachází v Praze na rohu ulic Na příkopě a Panská. Současná stavba vznikla na místě domu U tří líp v letech 1927–1933 podle plánu architekta Bedřicha Bendelmayera pro potřeby Československé obchodní banky (ČSOB). Dům je otevřen hlavním průčelím do ulice Na příkopě a pokračuje podélně do hloubky bloku ulicí Panská. V současné době se v domě nachází obchodní centrum a kanceláře. Dům byl rekonstruován pouze s ponecháním fasády do ulice, vnitřek je kompletně nový.

## Popis
Průčelí domu je tvořeno třemi vchody uzavřenými zlatou mříží a na překladu ozdobeny čtyřmi sochami od Jaroslava Krepčíka. Mezi nimi se nacházejí půlkruhová okna. Ta jsou ukončena ve stejné výšce jako okna v okolí dveří. Všechna okna jsou zamřížovaná a celá spodní část je obložena velkými pískovcovým bloky s vertikálními drážkami. Stejné je to i v ulici Panská. Vyšší část fasády je nahozená a bělavá, střecha je měděná.
Na čelní fasádě se nacházejí dvě pamětní desky. Jedna vlevo z pohledu z ulice a druhá vpravo. Deska vpravo je doplněna bustou od Bohumila Neužila z roku 1932 a je věnována Boženě Němcové, která zde v letech 1820–1862 žila – v původním domě U tří lip. Vlevo se pak nachází pamětní deska věnovaná obětem květnové protinacistické revoluce roku 1945, kde zde padlo pět mužů.[zdroj?]

## Užití
Původně sídlo ČSOB, pro jejíž účel byl dům vystavěn, po roce 2000 plánována rekonstrukce na hotel, později však přestavěno na nákupní centrum a kanceláře.[zdroj?]